# Shaun Phillips
Pour les articles homonymes, voir Phillips.
Ne doit pas être confondu avec Shawn Phillips ou Sean Phillips.
(en) Statistiques sur pro-football-reference
Shaun Phillips (né le 13 mai 1981 à Philadelphie en Pennsylvanie) est un joueur américain de football américain ayant évolué en NFL au poste de linebacker.